# Gare de Tragone
La gare de Tragone est une gare ferroviaire française de la ligne de Bastia à Ajaccio (voie unique à écartement métrique). Elle est située sur le territoire de la commune de Biguglia, dans le département de la Haute-Corse et la Collectivité territoriale de Corse (CTC).
Après une ouverture provisoire avec des installations précaires qui ont nécessité une fermeture par mesure de sécurité, le projet de réalisation de la « halte de Tragone » a été approuvé le 6 septembre 2013. Ce nouvel arrêt est en service depuis le 24 mars 2014.

## Situation ferroviaire
Établie à 29 mètres d'altitude, la gare de Tragone est établie sur la ligne de Bastia à Ajaccio (voie unique à écartement métrique), entre les gares de Biguglia et de Purettone (AF).

## Histoire
La halte de Tragone est ouverte, sous forme d'arrêt provisoire en planche, lors de la création du giratoire sur la route nationale 193. Il a été fermé par l'exploitant du fait de l'absence de quai et des dangers qu'il représentait pour l'usager.

## Service des voyageurs
La gare est desservie par une trentaine de trains en semaine et une dizaine le week-end .

## Projet
L'assemblée de Corse, le 6 septembre 2013, a approuvé le projet de construction de la halte ferroviaire de Tragone sur la commune de Biguglia. Cette halte entre dans le cadre de la nouvelle desserte ferroviaire périurbaine entre Bastia et Casamozza. Les travaux prévus s'intègrent dans un plan d'ensemble d'aménagement du carrefour giratoire, ils comprennent notamment : la création d'un parking avec des voies d'accès sécurisées pour la halte, un quai de 65 mètres avec un abri du mobilier urbain et de l'éclairage. Le coût estimé de l'ensemble est de 200 000 euros. La nouvelle installation a été inaugurée le 20 mars 2014 et est desservie depuis le 24 mars 2014 .